# Childs Play
Childs Play, creato da Benjamin Faulkner, è stato un sito del dark web, attivo tra l'aprile del 2016 e il settembre del 2017, dove venivano condivisi video e foto raffiguranti abusi su minori e materiale pedopornografico. A suo tempo, è stato uno dei siti con più utenti attivi dell'Internet sommerso.

## Storia

### Creazione
Childs Play è stato creato ad aprile del 2016, da Benjamin Faulkner (noto con il nickname di "WarHead"), un uomo canadese nato a Guelph, in Ontario. Durante i suoi primi sei mesi, il sito divenne uno dei più frequentati del dark web, superando anche il numero di utenti di Lolita City. A settembre dello stesso anno però, Benjamin è stato arrestato dal Dipartimento della sicurezza interna degli Stati Uniti.

### Scandalo del Servizio di Polizia del Queensland
Dopo l'arresto di Benjamin, fino al settembre del 2017 il sito fu gestito dalla Task Force Argos, del Servizio di Polizia del Queensland (Australia), che, fingendosi l'autore originale, continuò a pubblicare immagini di abusi su minori, per far sì che gli utenti non capissero che Childs Play fosse stato compromesso. Nonostante questa procedura permise l'identificazione di alcuni utenti, venne comunque considerata immorale e criticata da molti personaggi politici. Ad esempio, Ivar Stokkereit, consulente legale del Fondo delle Nazioni Unite per l'Infanzia (UNICEF), ha considerato il gesto "una chiara violazione della Convenzione delle Nazioni Unite sui diritti dell'infanzia, anche se l'intenzione della polizia era quella di prevenire nuovi reati". Inoltre, James Sheptycki, professore di criminologia alla York University, ha criticato il trasferimento del sito Web dal suo server originale in Europa all'Australia. 

### Chiusura
A settembre del 2017, ormai abbandonato dalla polizia australiana, Childs Play è stato definitivamente chiuso ed è tutt'oggi offline e impossibile da raggiungere.

## Arresti
L'azione della Task Force Argos portò a diversi arresti:
- Benjamin Faulkner, creatore di Childs Play, condannato all'ergastolo;
- Patrick Falte, principale socio di Benjamin e amministratore di The GiftBox Exchange, un altro sito dove veniva diffuso materiale pedopornografico, anche lui condannato all'ergastolo[5];
- Andrew R. Leslie, utente attivo di Childs Play e di The GiftBox Exchange, condannato a trent'anni di carcere per sfruttamento minorile[5];
- Brett A. Bedusek, condannato a 20 anni di carcere per  sfruttamento minorile e per violazione del precedente rilascio controllato per lo stesso tipo di reato[5];
- Robert Zitzelsperger, uno degli utenti più attivi del sito[6];